# كفاحي (كتاب)
كفاحي (بالألمانية: Mein Kampf) هو كتاب لأدولف هتلر. جمع الكتاب بين عناصر السيرة الذاتية والشرح التفصيلي لنظريات هتلر النازية. نشر المجلد الأول عام 1925 والمجلد الثاني عام 1926. وقام بتحريره برنارد شتمبفل الذي قتل ليلة السكاكين الطويلة.

## كتابة كفاحي
أمضى هتلر معظم المجلد الأول من كتابه في أثناء مكوثه في سجن «اثر الانقلاب النازي الفاشل الذي قام به» لاندسبرج على نائبه رودلف هس. وكان عنوانه الأصلي «أربع سنوات ونصف من الكفاح ضد الأكاذيب والغباء والجبن». فنصحه ناشر الكتاب، ماكس أمان، بتلخيصه إلى «كفاحي» فقط. وأهدى هذا الكتاب الذي تضمن سيرته الذاتية وعرض لمذهبه الأيديولوجي إلى ديتريش ايكارت عضو الجمعية السرية المعروفة باسم «جمعية ثاتل». فنشر هذا الكتاب في مجلدين خلال عامي 1925 و1926، وبيعت منه حوالي مائتين وأربعين ألف نسخة ما بين عامي 1925 و 1934. ومع نهاية الحرب العالمية الثانية، كانت قد بيعت أو وُزعت حوالي عشرة ملايين نسخة تقريبا. وحصل المتزوجون حديثًا والجنود على نسخ مجانية من الكتاب.

## محتوياته
رتيب فصول هي على النحو التالي:
- المجلد الاول: الحساب
  - الفصل 1: في بيت والدي

جددت مكتبة بيسان طباعة كتاب كفاحي سنة 2014. بعد أن كانت تمت طباعتها للمرة الأولى سنة 1963.

  - الفصل 2: عدد سنوات الدراسة والمعاناة في فيينا
  - الفصل 3: اعتبارات سياسية عامة بناء على فترة فيينا
  - الفصل 4: ميونيخ
  - الفصل 5: الحرب العالمية
  - الفصل 6: دعاية حرب
  - الفصل 7: الثورة
  - الفصل 8: بداية نشاطي السياسي
  - الفصل 9: حزب «العمال الألمان»
  - الفصل 10: أسباب الانهيار
  - الفصل 11: الأمة والعرق
  - الفصل 12: الفترة الأولى من تنمية «حزب العمال الألماني الوطني الاشتراكي»
- المجلد الثاني: الحركة الوطنية الاشتراكية
  - الفصل 1: الفلسفة والحزب
  - الفصل 2: الدولة
  - الفصل 3: الرعايا والمواطنين
  - الفصل 4: الشخصية ومفهوم الدولة الشعبية (Völkisch)
  - الفصل 5: الفلسفة والتنظيم
  - الفصل 6: نضال الفترة المبكرة - أهمية الكلمة المنطوقة
  - الفصل 7: الصراع مع الجبهة الحمراء
  - الفصل 8: الرجل القوي هو أقدر لوحده
  - الفصل 9: الأفكار الأساسية فيما يتعلق بتحديد ومعنى لواء العاصفة (Sturmabteilung)
  - الفصل 10: القناع الفيدرالي
  - الفصل 11: الدعاية والتنظيم
  - الفصل 12: الحركة النقابية
  - الفصل 13: سياسة المحالفات
  - الفصل 14: الاتجاه نحو الشرق
  - الفصل 15: حق الدفاع المشروع
  - استنتاج
  - فهرست

## الضرائب
دفع الضرائب عن الحقوق المالية التي حصل عليها من بيع نسخ كتابه، وتراكمت عليه ديون للضرائب لتصبح حوالي 405,500 مارك ألماني (بما يعادل ستة ملايين يورو في الوقت الحالي) وبمرور الوقت أصبح مستشارًا للبلاد (وفي هذا الوقت سقطت ديونه المتراكمة).[بحاجة لمصدر]

## حقوق النشر
تحتفظ ولاية بافاريا الحرة بحقوق النشر الخاصة بكتاب كفاحي في أوروبا والتي من المقرر أن تنتهي في الحادي والثلاثين من شهر ديسمبر في عام 2015. وصُرّح بإعادة طبع الكتاب في ألمانيا لخدمة الأغراض التعليمية فقط. ومع ذلك لم يكن هذا الأمر واضحًا. إذ قال المؤرخ «فيرنر ماسر» في مقابلة شخصية له في صحيفة «الجريدة الألمانية المصورة» أن «بيتر راوبال» - وهو ابن أحد أبناء شقيق هتلر يدعى «ليو راوبال» - سيكون لديه سند قوي إذا سعى لاستعادة حقوق النشر الخاصة بكتاب هتلر من بافاريا. وقد صرح راوبال بأنه لا يريد الحصول على أي جزء من أجزاء حقوق نشر الكتاب والذي يمكن أن يجني من ورائه ما يقدر بالملايين بعملة اليورو. وقد أدى هذا الوضع غير المحدد إلى نشوب نزاعات وصلت إلى ساحات القضاء في بولندا والسويد. بالرغم من ذلك، قد نشر في الولايات المتحدة، وفي غيرها من الدول مثل تركيا وإسرائيل من قبل مجموعة من الناشرين ذوي الانتماءات السياسية الفصلية المتنوعة.

## مواضيع ذات صلة
- أدولف هتلر
- كتاب كفاحي في العالم العربي
- النازية